# Benimaclet

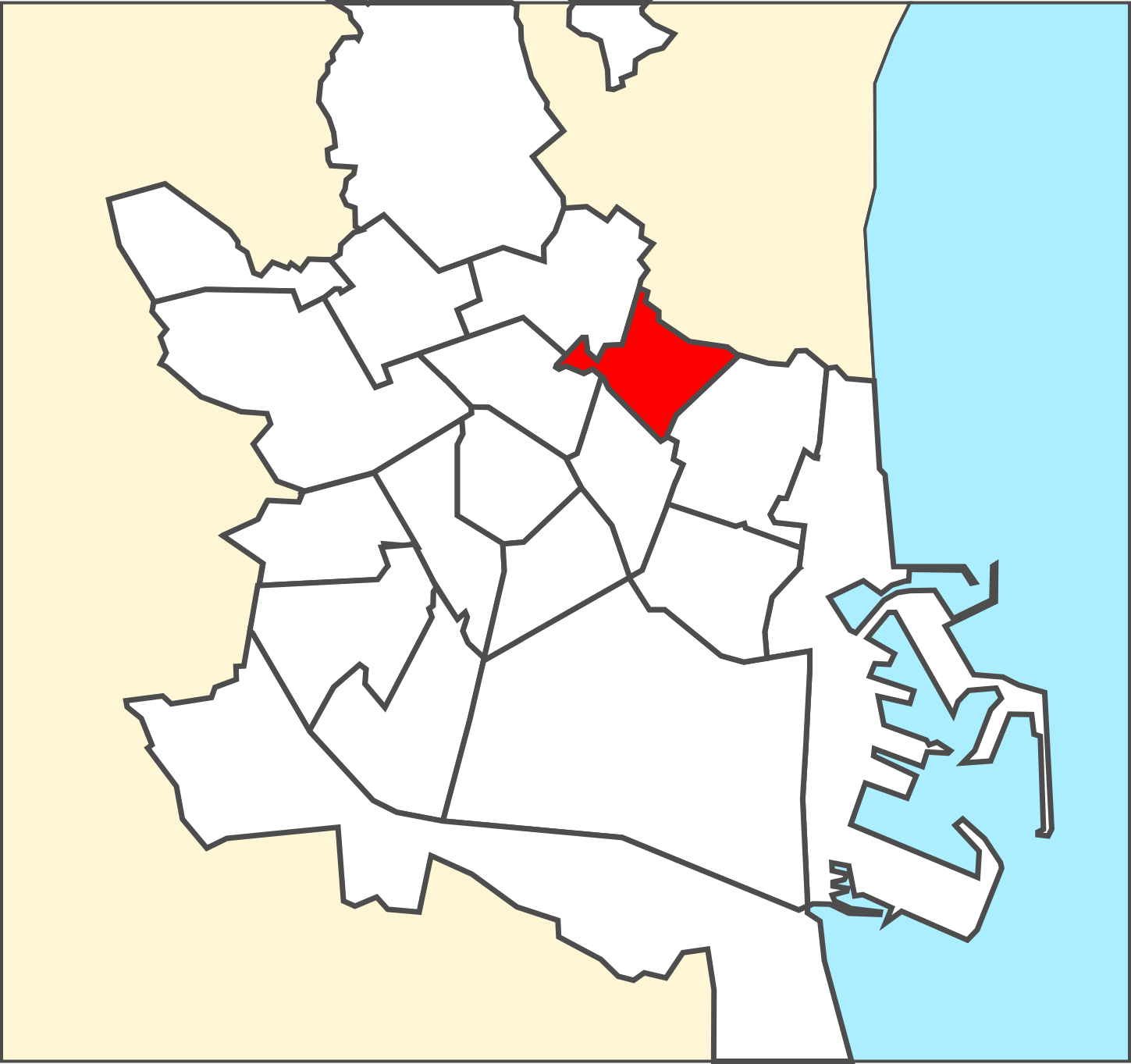
Posizione del Benimaclet, rispetto alla città di Valencia

Benimaclet è un distretto della città spagnola di Valencia. Fu comune indipendente fino al 1878, anno in cui diventò una sua frazione. Inglobato alla città per effetto dell'espansione edilizia, nel 1972 fu integrato nel tessuto urbano come distretto. Nel 2013 la sua popolazione era di 29.046 abitanti.
È composto da due quartieri: Benimaclet propriamente detto e Camí de Vera.
È uno dei distretti più a nord di Valencia, diretto confinante con Alboraya, paese famoso per la produzione di una bevanda bibita rinfrescante conosciuta come horchata (orxata in valenzano).
Benimaclet è abitato da una notevole quantità di universitari, per questo è in forte sviluppo culturale, ricco di caffè letterari, pub e bar dal forte connotato alternativo, che hanno dato negli ultimi anni un'impronta decisamente bohémien al quartiere. 
Benimaclet è uno dei barrios dove è maggiormente parlato il valenciano.
Di particolare interesse è il mercato mattutino, che si svolge ogni venerdì nelle strade di Benimaclet, dove è possibile trovare articoli di interesse casalingo nonché bancarelle con articoli di vestiario dedicati alle band musicali e poster di ogni genere.